# Piotr Żyżelewicz
Piotr „Stopa” Żyżelewicz (ur. 31 marca 1965, zm. 12 maja 2011 w Warszawie) – polski perkusista, członek zespołów Armia, Izrael, Voo Voo i  2Tm2,3.  Był także członkiem grup: Toya Blues Band, Kultura, Brygada Kryzys, Moskwa. Debiutował w szkole średniej w zespole punkowym SALT-10. Pseudonim „Stopa” otrzymał ze względu na umiejętność grania szybkich rytmów na centrali przy użyciu tylko jednej. Wystąpił w filmie dokumentalnym Wojna światów – nawrócenie (2005, reżyseria: Jacek Ragnis). Udzielił wywiadu na potrzeby książki Marcina Jakimowicza Radykalni.
W kwietniu 2011 muzyk przeszedł udar mózgu. Zmarł w nocy z 12 na 13 maja w szpitalu w Warszawie, po kilkunastu dniach walki o życie. Został pochowany na cmentarzu parafialnym w Starych Babicach.

## Dyskografia

### Z Voo Voo
- Tam tam i tu (1991)
- Mimozaika (1992)
- Zaćmienie Piątego Słońca (1992)
- Łobi jabi (1993)
- Koncert w Łodzi (1994)
- Zapłacono (1994)
- Rapatapa-to-ja (1995)
- Flota zjednoczonych sił (1997)
- Oov Oov (1998)
- Kalejdoskop (1999)
- Koncert w Trójce (1999)
- Płyta z muzyką (2001)
- Płyta (2002)
- Muzyka ze słowami (2002)
- Tytus, Romek i A’Tomek wśród złodziei marzeń (2002)
- Voo Voo z kobietami (2003)
- Trójdźwięki (2004)
- XX Cz.1 (2005)
- 21 (2006)
- Koncert w Janowcu (2006)
- Tischner (2007)
- Samo Voo Voo (2008)
- Wszyscy muzycy to wojownicy (2010)

### Z 2Tm2,3
- Przyjdź (1996)
- 2TM2,3 (1999)
- Pascha 2000 (2000)
- Pascha 2000 Tour (2000)
- Propaganda Dei (2004)
- 888 (2006)
- Dementi (2008)
- Koncert w teatrze (2009)

### Z Armią
- Legenda (1991)
- Exodus (1992)
- Czas i byt (1993)
- Triodante (1994)
- Duch (1997)

### Z Moskwą
- Moskwa (1989)
- Życie niezwykłe (1990)

### Z Izraelem
- 1991 (1991)
- Życie jak muzyka – Live ’93 (1994)
- Izrael in Dub (1997)
- W Koperniku – Live (2006)
- Dża ludzie (2008)

### Z Brygadą Kryzys
- Cosmopolis (1992)
- Live in Remont ’93 (1996)

### z Marionetami
- Oni i my (1995)

### Z dziećmi i dla dzieci
- Dzieci z Brodą
  - Normalnie szok! – perkusja, instrumenty perkusyjne
  - Czuwaj Wiaro! – perkusja

### Inne
- Tomasz Budzyński
  - perkusja na płycie Luna

### Gościnnie
- Wojciech Waglewski
  - perkusja w kilku utworach na płycie Gra-żonie
  - perkusja na płycie Muzyka od środka
  - Muzyka filmowa
- Mateusz Pospieszalski
  - perkusja w niektórych utworach na płycie Matika
- Tribute to Eric Clapton
  - perkusja w utworach „Wielka słabość”, „To nic złego”
- Zakopower
  - Music Hal
    - „Kiebyś Ty...”, „Zol miłości”, „Milczenie Owiec”, „Ramala” – perkusja
- Janusz Radek
  - perkusja we wszystkich utworach na płycie Dziękuję za miłość
- T.Love
  - perkusja w niektórych utworach na płycie Dzieci rewolucji 1982–92
- Antonina Krzysztoń
  - perkusja i dzbanek na płycie Takie moje wędrowanie
- Honor jest wasz Solidarni
- Martyna Jakubowicz
  - perkusja na płycie Tylko Dylan

- Robert Janowski
  - perkusja w kilku utworach na płycie Powietrze

### Składanki
- Wśród nocnej ciszy...
  - „Wśród nocnej ciszy” – bębny i talerze
  - „Hopsa bratkowie” – gliniany bębenek, bębenek polski, talerzyki
  - „Przybieżeli do Betlejem pasterze!” – werbel, krzapoki, owcze dzwonki, bębenek polski